# Villa Lagarina
Villa Lagarina település Olaszországban, Trento megyében. Lakosainak száma 3889 fő (2023. január 1.). Villa Lagarina Arco, Cimone, Drena, Isera, Pomarolo, Ronzo-Chienis, Trento, Cavedine, Nogaredo és Rovereto községekkel határos.

## Népesség
A település népességének változása:
| Lakosok száma | 3829 | 3823 | 3889 |
|               | 2017 | 2018 | 2023 |